# 패트릭 오닐

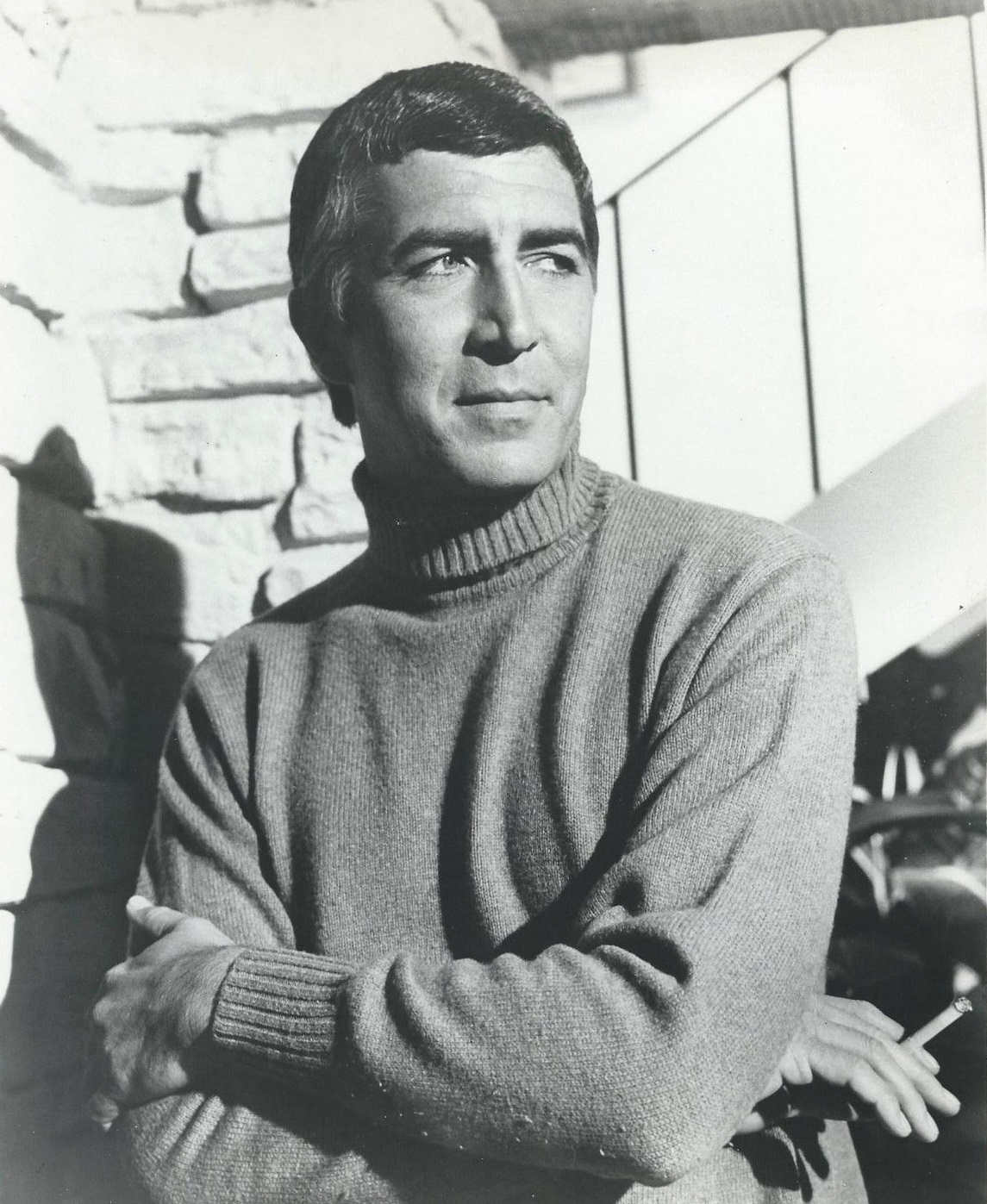

패트릭 오닐(Patrick O'Neal, 1927년 9월 26일 ~ 1994년 9월 9일)은 미국의 연극 배우, 영화배우, 텔레비전 배우이다.
오캘라에서 태어났으며 맨해튼에서 사망하였다. 사인은 호흡 부전이다.

## 영화
- 언더 씨즈 (1992년)
- 용사들을 위하여 (1991년)
- 사랑과 슬픔의 맨하탄 (1990년)
- 뉴욕 스토리 (1989년)
- 하몬드가의 비밀 (1987년) - 닥터 래리 암브러스터 역
- 제3의 공포 (1985년)
- 치명적인 시기 (1977년)
- 불멸의 사자 (1976년)
- 스텝포드 와이브스 (1975년)
- 투 킬 더 킹 (1974년)
- 명탐정 바나비 존즈 (1973년)
- 추억 (1973년)
- 수사관 맥클라우드 (1970년)
- 크렘린 레터 (1970년)
- 고성을 사수하라 (1969년)
- 웨어 워 유 웬 더 라이트 웬 아웃? (1968년)
- 파인 매드니스 (1966년)
- 알바레즈 켈리 (1966년)
- FBI (1965년)
- 인 함스 웨이 (1965년)
- 킹 랫 (1965년)
- 더 카디널 (1963년)
- 폴 뉴먼의 고독한 관계 (1960년)